# Lopar (Chorwacja)
Gmina Lopar (chorw. Općina Lopar) – wieś i gmina w Chorwacji, w żupanii primorsko-gorskiej. Leży na wyspie Rab. Według Centralnego Biura Statystycznego Chorwacji, 2011 roku miejscowość liczyła 1263 mieszkańców.